# 豐田MZ型引擎
MZ系列引擎為豐田汽車生產的一系乘用車汽油引擎。全系列均為V型六缸，全鋁缸體，雙頂置凸輪軸（DOHC）設計。兩列汽缸夾角為60度，封閉式水道結構，汽缸內壁有鑄鐵內襯以增加強度。引擎採用多點電噴（MFI）技術，每氣缸四氣門以增加進排氣效率。其凸輪軸和進氣歧管均為鑄鋁製成。MZ系列引擎從豐田VZ系列引擎發展而來，並針對乘用車需要進行諸多革新。全鋁製使得重量和造價大幅下降，而動力性能和可靠性和前代一樣出色。豐田重點優化該發動機在3,000rpm下的性能，使其相比前代油耗更低，震動更小，操作性能如絲綢般順滑，成為非常適合在高速公路上使用的車用引擎。
MZ系列的活塞由抗高溫鉬鋁合金製造，並包覆有耐磨樹脂塗層，頭部有一個凹坑（Depression）以避免在正時錯誤時活塞和氣門桿衝突。連桿，曲軸則為合金鋼鍛軋而成以提高強度。此系列引擎從1994年投產，先後裝備豐田汽車旗下豐田、雷克薩斯等品牌多款乘用車，甚至包含光岡汽車光岡大蛇型跑車，直到2014年方才停產。其後繼替代者為豐田GR系列引擎。此外，排氣量3.0L的1MZ-FE型引擎曾獲得1996年度華德十大最佳汽車引擎。

## 1MZ-FE型

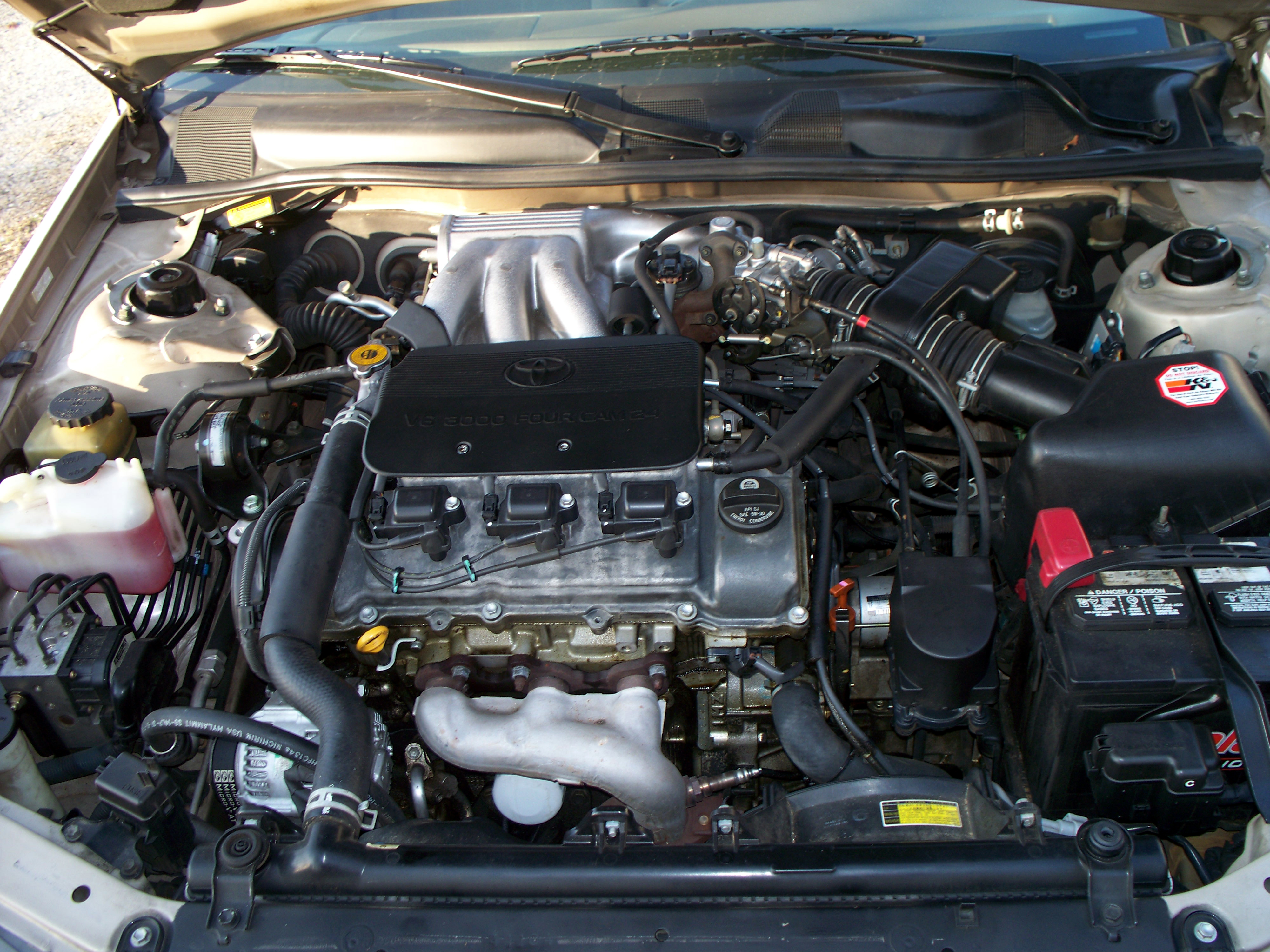
豐田1MZ-FE引擎

1MZ-FE引擎排量為3.0升（2994 cc），缸徑87.5mm，衝程長83mm，基礎型未裝備可變氣門正時，最大輸出功率為190馬力（5400rpm），最大扭矩為193ft·lb（4400rpm）。豐田汽車對不同車型安裝的1MZ-FE有不同調校，使得最大功率和扭矩略有不同。使用不同汽油時功率亦有不同，以91號汽油（美標）為最佳。該發動機較好的綜合了性能和經濟性，同時具有優異的可靠性，被評為1996年度華德十大最佳汽車引擎。該引擎的設計壽命可超過20萬英里。
裝備車型：
- 1994–2006 豐田凱美瑞 （SLE）
- 1994–2003 雷克薩斯 ES 300（包括日本國內市場同型車）
- 1996–2004 豐田亞洲龍（包括日本國內市場同型車）
- 豐田Harrier （北美以外市場）
- 1998–2000 豐田Sienna
- 1999–2003 豐田Solara （V6）
- 2000–2005 豐田Estima （日本本土市場）

1MZ-FE改裝潛力十分巨大。豐田汽車賽車部門為1MZ-FE設計了機械增壓改造套件。原廠改裝套件可直接用於XV20型車體的凱美瑞（1997-2001型）和Solara（1999-2000型），及XL10型車體的Sienna（1998－2000型）。改裝後最大功率為242馬力，最大扭矩為242ft·lb，相應轉速保持不變。

## 2MZ-FE型
豐田2MZ-FE和前代4VZ-FE一樣，都是排氣量為2.5L（2496cc）的V6引擎。直徑同為87.5mm但衝程縮短至69.2mm。其最高功率維持6000rmp時200馬力（150kW），最大扭矩為4600rpm時180磅·英尺（244牛頓·米）。該引擎主要用於日本本土和美國以外的市場。

裝備車型：
- 豐田Camry（日本及其他非北美市場版本）
- 豐田Windom（日本本土市場）
- 豐田Mark II（1997年4月至2001年12月，日本本土市場）

## 3MZ-FE型
排氣量3.0L的1MZ-FE型引擎曾獲得1996年度華德十大最佳汽車引擎。